# 能登中島駅
能登中島駅（のとなかじまえき）は、石川県七尾市中島町浜田にある、のと鉄道七尾線の駅である。
愛称は「演劇ロマン駅」（えんげきロマンえき）。当駅付近に所在する能登演劇堂に由来する。

## 概要
七尾市中島地区の中心駅で、七尾駅方面への通勤・通学に利用されている。また、20時台に当駅で折り返し七尾行きの列車が設定されている。
駅舎横には、郵便車（オユ10、2565）が保存されている。かつては駅東側の3番線に保存されていたが、現在は駅舎横の旧貨物用側線に移動されている。この郵便車は能登線の甲駅に保存されていたもので、能登線の廃止に伴って当駅に移動した。
2015年（平成27年）4月29日から「のと里山里海号」の運行時には、能登中島駅で10分から15分の停車時間を設定して前述の郵便車を見学できるようにしている。なお、平日の一部時間帯でも見学可能となっている。
簡易委託駅で、早朝と夕方以降、土曜・休日は無人となる。事務室の穴水寄り部分を改装して2017年から地元野菜や土産物を販売する売店「駅マルシェ」が営業している。
2019年には中島地区でテントなどを扱う企業「株式会社カワテン」に運営者が変更され、店名も「駅マルシェ わんだらぁず」となりグッズ販売や軽食を提供している。

## 歴史
- 1928年（昭和3年）10月31日：鉄道省（のちの日本国有鉄道）七尾線 和倉駅（現在の和倉温泉駅） - 当駅間延伸と同時に開業[1][2][13][14][15]。旅客および貨物の取扱を開始。
- 1932年（昭和7年）8月27日：七尾線 当駅 - 穴水駅間が延伸[2][13][14][15]。中間駅となる。
- 1971年（昭和46年）11月10日：貨物の取扱を廃止[11]。
- 1972年（昭和47年）3月15日：業務委託駅化[16]。
- 1984年（昭和59年）2月1日：荷物扱い廃止[17]。
- 1987年（昭和62年）4月1日：国鉄分割民営化により西日本旅客鉄道（JR西日本）の駅となる[15][11]。
- 1991年（平成3年）9月1日：七尾線 和倉温泉駅 - 輪島駅間がのと鉄道に転換されたことにより同社の駅となる[2][15]。
- 1999年（平成11年）4月1日：駅業務を委託化[11]。
- 2004年（平成16年）11月17日：甲駅に保存されていた郵便車（オユ10）が構内に移転。

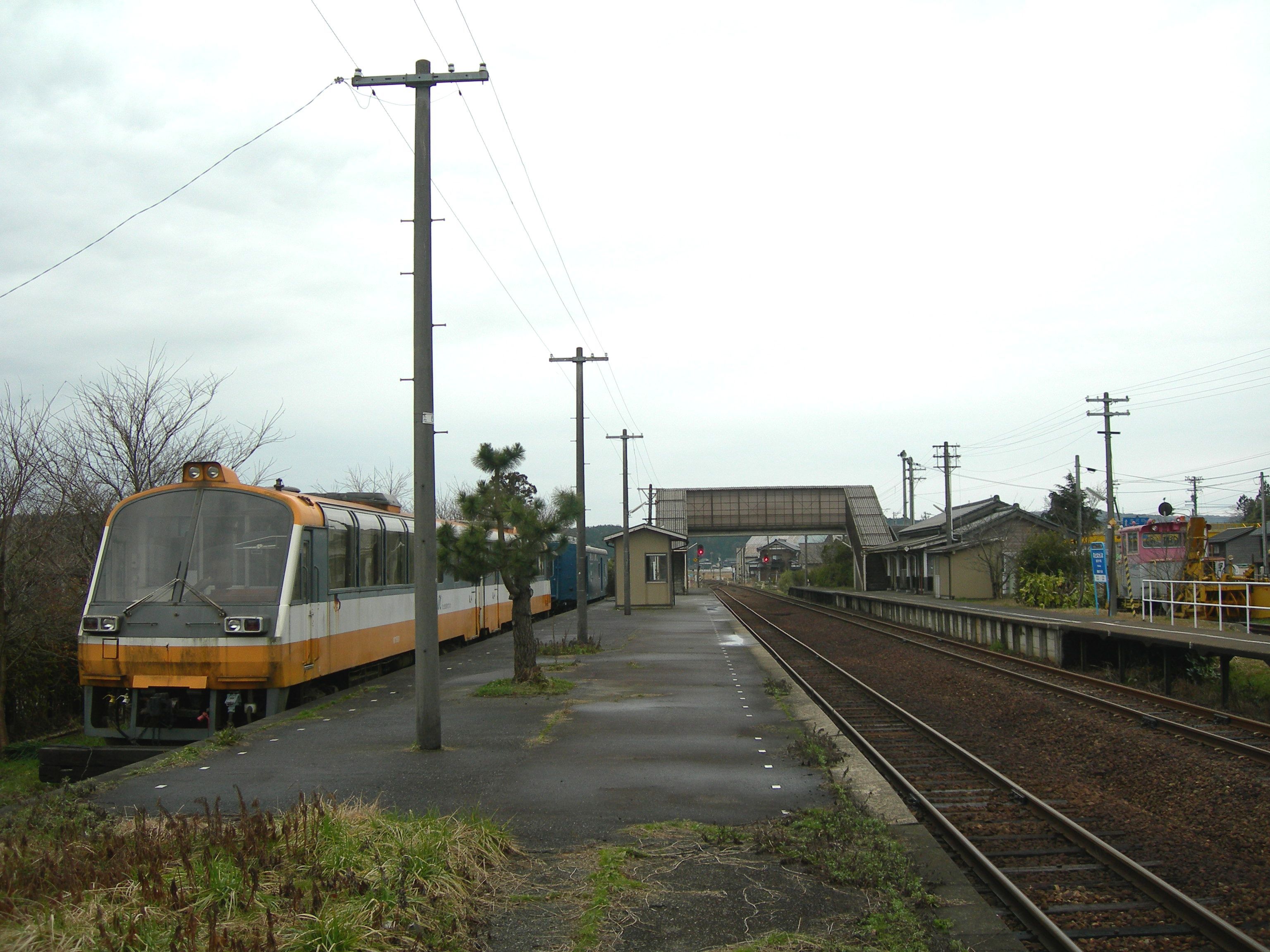
ホーム（2010年3月）
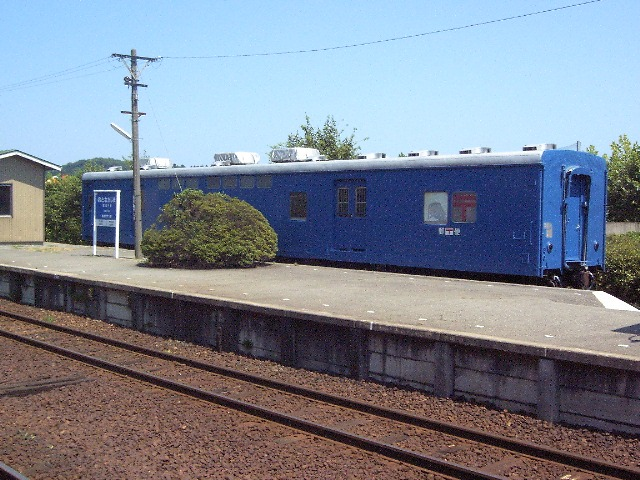
3番線に静態保存されていたオユ10形郵便車（2007年）
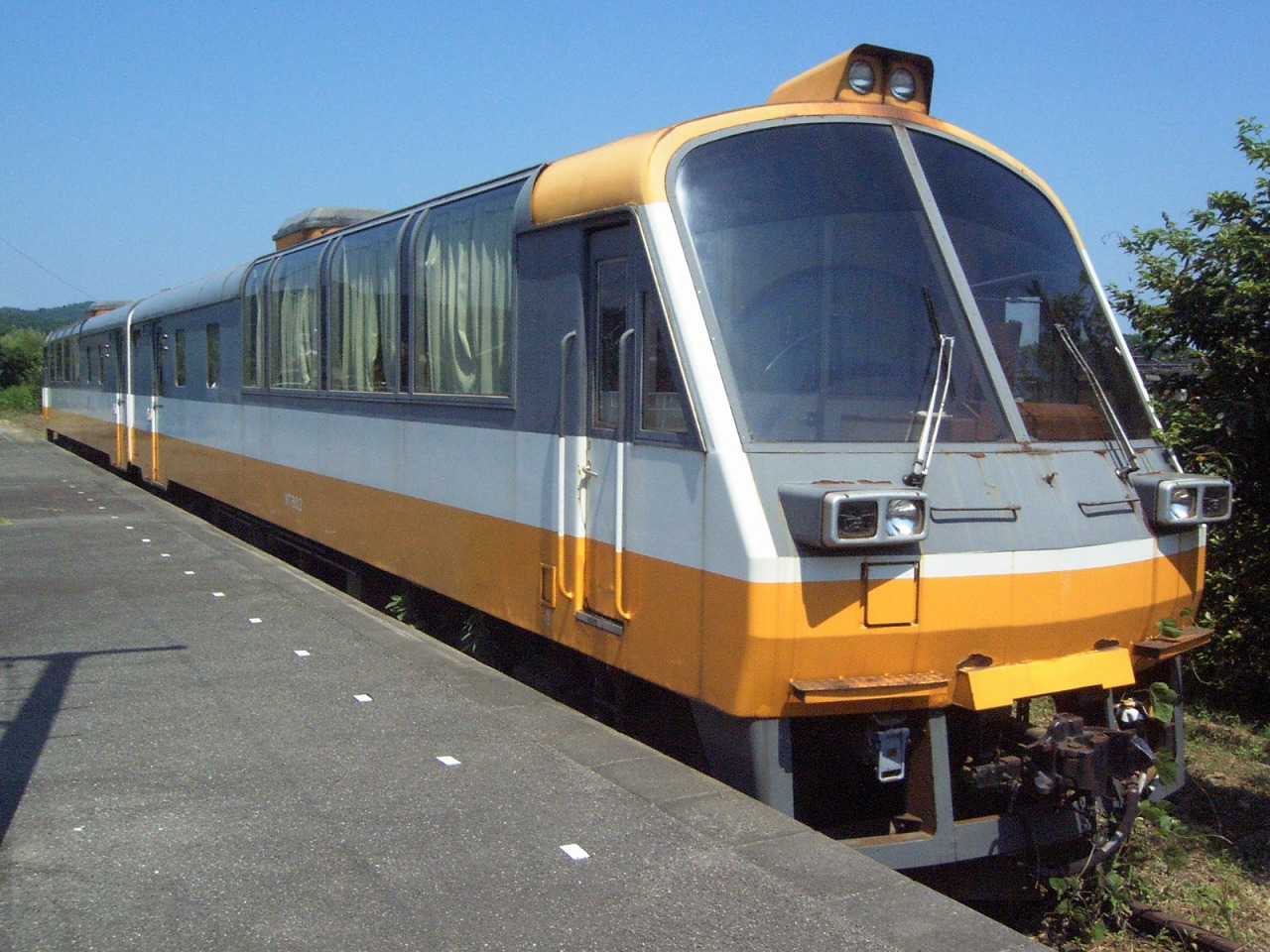
静態保存されていたNT800形気動車（2007年）

## 駅構造
単式ホーム1面1線と島式ホーム1面2線、合計2面3線のホームを持つ地上駅。単式の1番ホーム側に駅舎があり、跨線橋で連絡している。
駅東側は鉄道公園として整備されており、3番ホームに「鉄道公園口」という出入口が設置されている。

### のりば

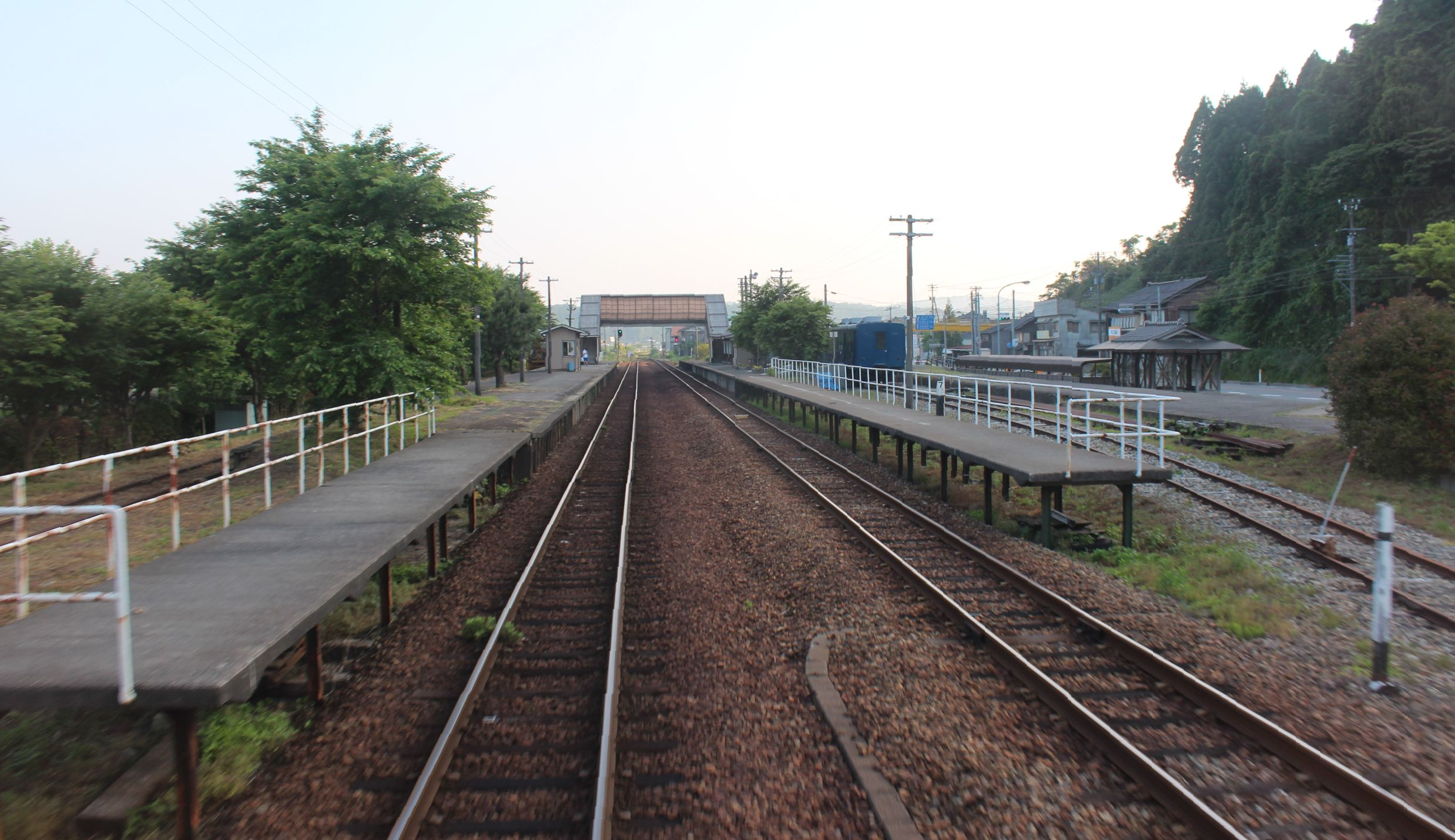
ホーム（2016年5月）

| ホーム | 路線                     | 方向                     | 行先                     | 備考                     |
| ------ | ------------------------ | ------------------------ | ------------------------ | ------------------------ |
| 1      | ■七尾線                  | 下り                     | 穴水方面                 |                          |
| 2      | ■七尾線                  | 上り                     | 七尾・金沢方面           | 当駅始発は1番線          |
| 3      | （現在使用されていない） | （現在使用されていない） | （現在使用されていない） | （現在使用されていない） |

- ホーム（2016年5月）

## 利用状況
2019年（令和元年）度の1日平均乗車人員は115人である。
近年の1日平均乗車人員の推移は以下の通りである。
| 年度                       | 乗車人員 （人/日） | 年度 | 乗車人員 （人/日） |
| -------------------------- | ------------------ | ---- | ------------------ |
| 2001                       | 368                | 2011 | 156                |
| 2002                       | 291                | 2012 | 146                |
| 2003                       | 285                | 2013 | 139                |
| 2004                       | 280                | 2014 | 132                |
| 2005                       | 300                | 2015 | 145                |
| 2006                       | 285                | 2016 | 115                |
| 2007                       | 275                | 2017 | 129                |
| 2008                       | 225                | 2018 | 130                |
| 2009                       | 205                | 2019 | 115                |
| 2010                       | 151                | 2020 |                    |
| 石川県統計書、七尾市統計書 |                    |      |                    |

## 駅周辺
駅前にはタクシーのりば、無料の駐車・駐輪場が整備されている。また、中島商店街があり、ほかにも中島地区の特産品であるカキや中島菜を使った飲食店や水産業者が集中している。
西口
- 中島地区コミュニティセンター（旧七尾市役所中島市民センター、旧中島町役場）
- 中島郵便局
- 中島商店街
- 能登演劇堂
- 中島お祭り資料館・お祭り伝承館
- 七尾市立中島保育園
- 七尾市立中島小学校
- 七尾市立中島中学校（コミュニティセンターと併設）
- 七尾市中島学童野球場（旧石川県立中島高等学校）

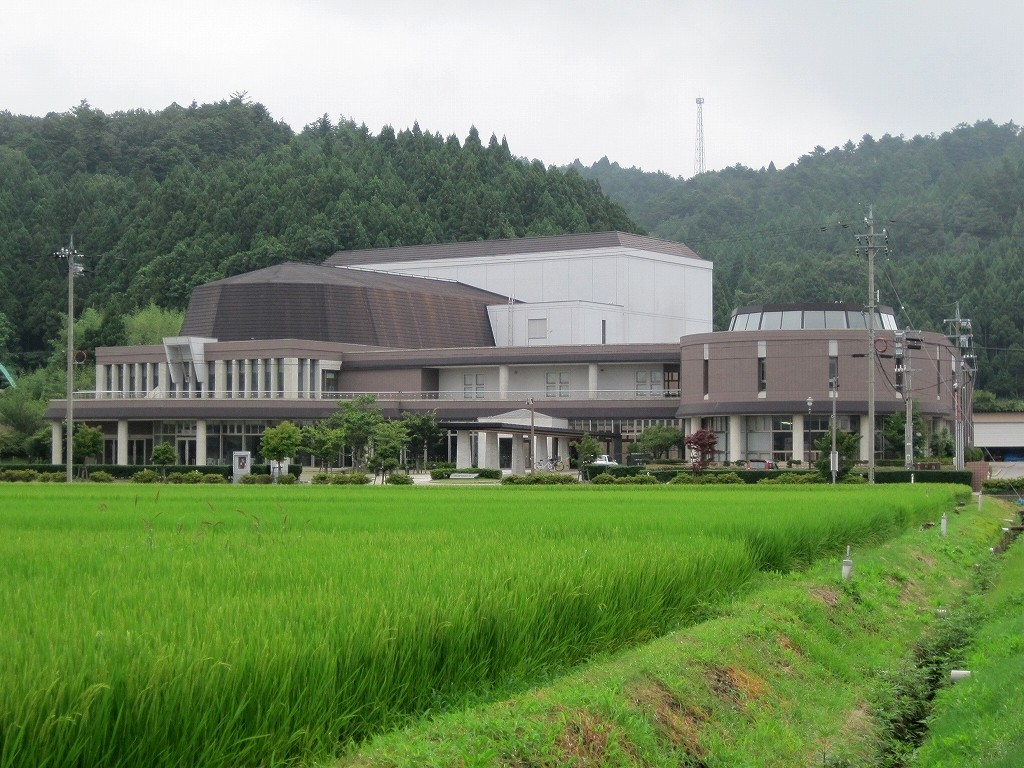
能登演劇堂

- 国道249号
- 石川県道23号富来中島線

鉄道公園口
- 鉄道公園
- 七尾市中島野球場

- 能登演劇堂

## バス路線
駅前に七尾市コミュニティバス（中島げんきバス）の「中島駅前」バス停が設置されている。
- 西岸方面　（すこやか行き）[21]
- 笠師保方面（すこやか行き）[22]
- 豊川方面　（すこやか行き）[23]

廃止路線
かつて北陸鉄道（北鉄能登バス）が七尾駅 - 中島 - 富来間を1時間に1 - 2本の割合で運行していたバス路線「七富線」が運行され、中島駅 - 七尾間で国鉄七尾線と競合していたが、利用者の減少等に伴い2018年（平成30年）3月末で廃止された。
- 豊川線（三明・萩谷行き）
- 七富線（七尾駅行き）
- 七富線（富来・西谷内行き）

## 隣の駅
のと鉄道
■七尾線
笠師保駅 - 能登中島駅 - 西岸駅